# Altes Mausoleum
Das Alte Mausoleum ist ein Bauwerk im Park Rosenhöhe in Darmstadt. Es zählt zur Gruppe der in diesem Park liegenden Grabstätten des Hauses Hessen.

## Geschichte
Das Alte Mausoleum wurde im Jahre 1826 nach Plänen von Hofarchitekt Georg Moller im Stil eines kleinen griechischen Tempels erbaut. Dieses Bauwerk wurde für Prinzessin Elisabeth (1821–1826) errichtet, deren Mutter Großherzogin Wilhelmine Luise den Park zum Bestattungsort ihrer an Scharlach verstorbenen Tochter bestimmt hatte. Als die Großherzogin 1836 starb, wurde sie ebenfalls hier beigesetzt.
In den Jahren 1869/70 wurde das Mausoleum nach Plänen des Darmstädter Architekten Heinrich Wagner erweitert, der dem ursprünglichen Bau zwei symmetrische Seitenflügel hinzufügte. In der nördlichen Grabkapelle wurden 1878 Großherzogin Alice und Prinzessin Marie bestattet, die Mutter und eine Schwester des letzten Großherzogs Ernst Ludwig.
Großherzog Ernst Ludwig ließ 1905 bis 1910 das Neue Mausoleum im Park Rosenhöhe errichten. Nach seiner Fertigstellung wurden die Särge aller Großherzöge und ihrer Familienangehörigen aus der Fürstengruft der Stadtkirche Darmstadt auf die Rosenhöhe überführt und eine Neuaufstellung vorgenommen. Seine Eltern und Geschwister ließ Großherzog Ernst Ludwig ins Neue Mausoleum umbetten, die Särge der früheren Regenten des Großherzogtums und ihrer Familienangehörigen wurden ins Alte Mausoleum gebracht. Die Särge der Landgrafen und ihrer Familienangehörigen blieben in der Fürstengruft der Stadtkirche zurück.

## Bestattungen
Heute befinden sich die sterblichen Überreste von zwölf Personen im Alten Mausoleum:
- Prinzessin Elisabeth (1821–1826) –  Tochter von Großherzogin Wilhelmine Luise
- Großherzogin Luise (1761–1829) –  Gemahlin von Großherzog Ludwig I.
- Großherzog Ludwig I. (1753–1830) –  Sohn von Landgraf Ludwig IX. (Hessen-Darmstadt)
- Großherzogin Wilhelmine Luise (1788–1836) –  Gemahlin von Großherzog Ludwig II.
- Großherzog Ludwig II. (1777–1848) –  Sohn von Großherzog Ludwig I. und Großherzogin Luise
- Prinz Emil (1790–1856) –  Sohn von Großherzog Ludwig I. und Großherzogin Luise
- Prinz Georg (1780–1856) –  Sohn von Großherzog Ludwig I. und Großherzogin Luise
- Großherzog Ludwig III. (1806–1877) –  Sohn von Großherzog Ludwig II. und Großherzogin Wilhelmine Luise
- Prinz Karl (1809–1877) –  Sohn von Großherzog Ludwig II. und Großherzogin Wilhelmine Luise
- Prinzessin Elisabeth (1815–1885) –  Gemahlin von Prinz Karl
- Prinz Wilhelm (1845–1900) –  Sohn von Prinz Karl und Prinzessin Elisabeth
- Prinz Heinrich (1838–1900) –  Sohn von Prinz Karl und Prinzessin Elisabeth

## Bauwerk
Das Alte Mausoleum ist im klassizistischen Stil erbaut. Das Bauwerk ist eine dreigeteilte, symmetrische Anlage.
Der auf Hofarchitekt Georg Moller zurückgehende Mittelbau des Mausoleums wurde in Form einer schlichten Friedhofskapelle im griechischen Stil mit Dreiecksgiebel und Säulenportal errichtet. Unter dem Giebel trägt er die Inschrift „IN SPEM AETERNI CONSORTII“ (In der Hoffnung auf ewige Gemeinschaft). Hinter der strengen klassizistischen Fassade des Mittelbaus befinden sich ein quadratischer Altarraum sowie ein überkuppelter Rundraum mit dem Marmorsarg der Prinzessin Elisabeth. Die lebensgroße Liegefigur von Christian Daniel Rauch (vollendet 1831) stellt die Prinzessin schlafend dar.
Beim Umbau des Mausoleums in den Jahren 1869/70 wurde der Mittelbau um die beiderseits angebauten, symmetrischen Flügel mit seitlichen Grabkapellen erweitert, die über Kolonnaden mit dem Mittelteil verbunden sind. Diese Bauteile wurden dem Stil nach an Mollers Architektur angepasst.
In der nördlichen Grabkapelle waren von 1878 bis 1910 Großherzogin Alice und ihre frühverstorbene Tochter Prinzessin Marie bestattet. Prinz Alexander, der Begründer des Hauses Battenberg, war von 1888 bis 1894 ebenfalls hier – neben seiner Mutter und seiner Schwester – beigesetzt, sein Sarg wurde danach jedoch in ein neues Mausoleum im Kreuzgarten auf dem Heiligenberg bei Jugenheim überführt. Heute ruht in der nördlichen Grabkapelle Prinz Emil. 
In der südlichen Grabkapelle ruhen die Brüder von Großherzog Ludwig IV., die Prinzen Wilhelm und Heinrich.

## Bildergalerie

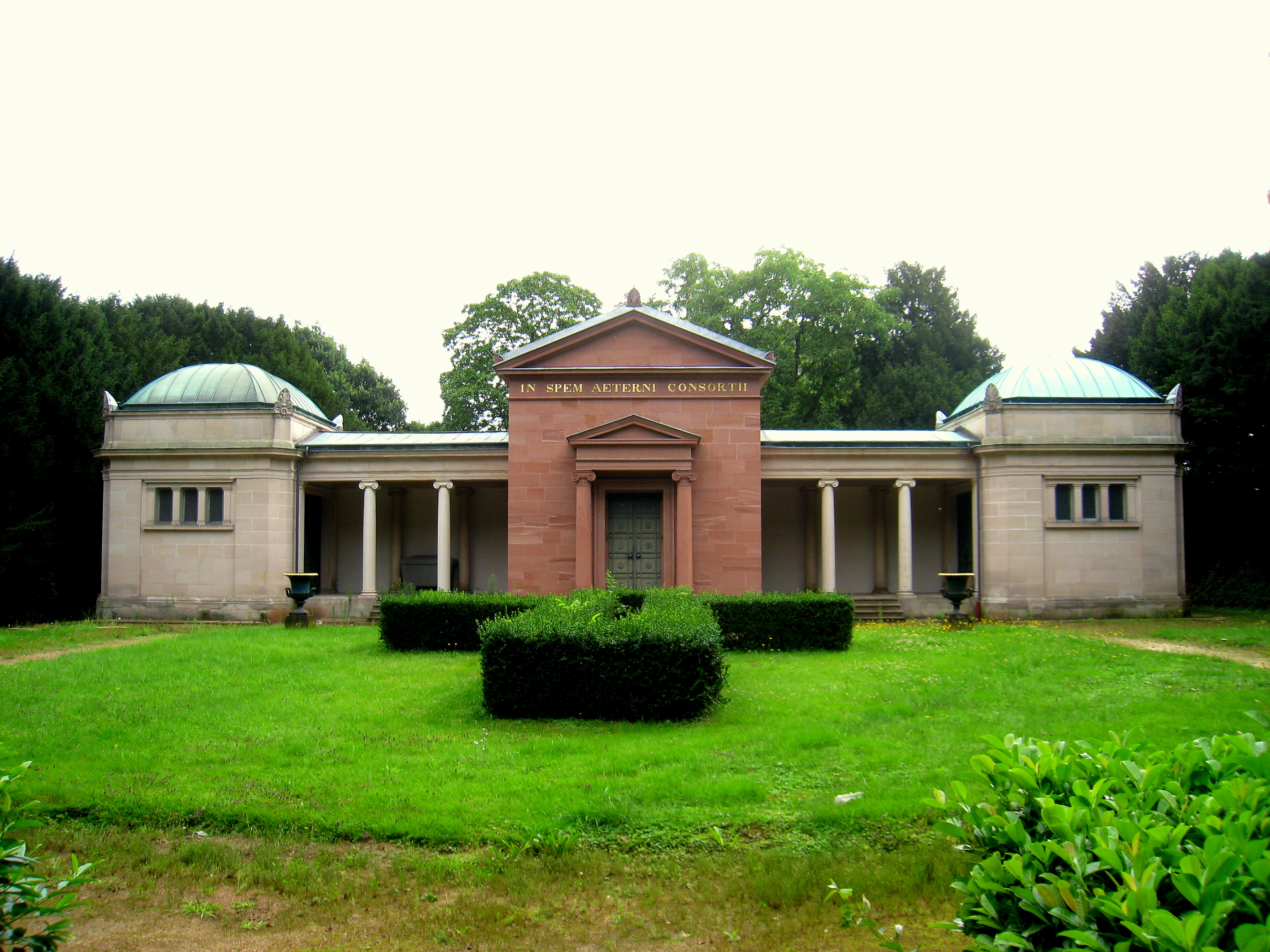
Altes Mausoleum
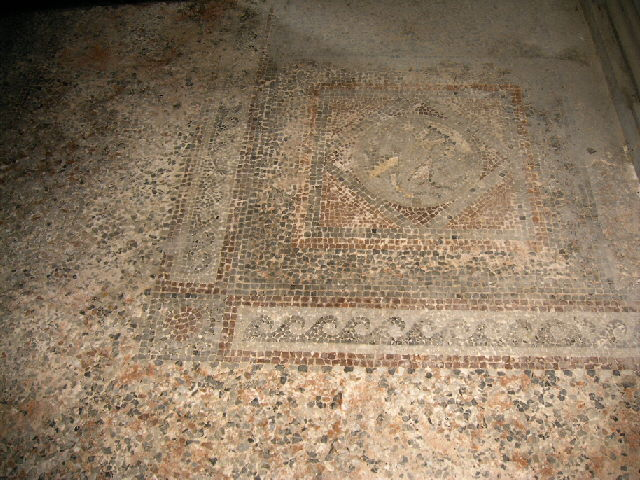
Mosaikfußboden